# Santa Rosa (Nueva Ecija)
Santa Rosa è una municipalità di seconda classe delle Filippine, situata nella Provincia di Nueva Ecija, nella regione di Luzon Centrale.
Santa Rosa è formata da 33 baranggay:
- Aguinaldo
- Berang
- Burgos
- Cojuangco (Pob.)
- Del Pilar
- Gomez
- Inspector
- Isla
- La Fuente
- Liwayway
- Lourdes
- Luna
- Mabini
- Malacañang
- Maliolio
- Mapalad
- Rajal Centro
- Rajal Norte
- Rajal Sur
- Rizal (Pob.)
- San Gregorio
- San Isidro
- San Josep
- San Mariano
- San Pedro
- Santa Teresita
- Santo Rosario
- Sapsap
- Soledad
- Tagpos
- Tramo
- Valenzuela (Pob.)
- Zamora (Pob.)